# Тасиро, Ясутака
Ясутака Тасиро (яп. 田代 恭崇; род. 7 июня 1974 в Токио, Япония) — бывший японский профессиональный шоссейный велогонщик. Чемпион Японии 2001 и 2004 годов в групповой гонке.

## Достижения
2001
Чемпионат Японии
1-й  Групповая гонка
2002
1-й Этап 5 Тур Хоккайдо
3-й Тур Окинавы
2003
1-й Приз Арморики
4-й Тур Финистера
10-й Кубок Японии
2004
Чемпионат Японии
1-й  Групповая гонка
7-й Тур Японии
2005
1-й Тур Окинавы
6-й Трофей Бастьянелли
7-й Кубок Японии
2006
1-й Этапы 4 & 6 Тур Тайваня
3-й Тур Восточной Явы
7-й Тур Кореи
2007
7-й Тур Японии